# Guilhermina Guinle
Guilhermina de Oliveira Sampaio Guinle (Rio de Janeiro, 26 de julho de 1974) é uma atriz brasileira.

## Biografia
Estreou na teledramaturgia em 1996, no papel de Mônica, na novela Antônio Alves, Taxista do SBT. Em 1998, fez Brida, a última novela da Rede Manchete. Participou de 3 trabalhos da JPO Produções: 1 minissérie especial de fim de ano exibida pela RecordTV, A História de Ester, em 1998; Tiro e Queda, em 1999, também pela RecordTV e protagonizou o remake de O Direito de Nascer, este pelo SBT, que narra a trágica e sofrida saga da mocinha Maria Helena, novela que seria lançada em 1997, porém só foi colocada ao ar quatro anos depois. 
Em 2003, estreou na Rede Globo, onde tornou-se conhecida e renomada nacionalmente, principalmente por seus papéis como mulheres independentes, modernas e antagonistas, onde surgiu na novela Mulheres Apaixonadas, de  Manoel Carlos, como a secretária Rosa, da escola de Helena, personagem de Cristiane Torloni. No ano seguinte, voltou ao SBT no seriado humorístico Meu Cunhado.
Em 2005 voltou novamente a Rede Globo em A Lua Me Disse, no papel da introspectiva e jovem advogada Sílvia Bogarí. Posteriormente atuou no seriado Minha Nada Mole Vida, e em 2006, participou da minissérie JK como a bela Maggie, uma jovem mimada e impulsiva.
Em 2007 interpretou a ambiciosa e obsessiva vilã Alice, em Paraíso Tropical, papel esse que deu início ao seu reconhecimento artístico. Em 2008 fez participações no seriado Casos e Acasos.
Em 2009 obteve seu primeiro papel de relevância, na novela Caras & Bocas, onde interpretou a moderna e sofisticada coprotagonista Amarylis di Francesco.
Em 2010, obteve um papel de destaque Ti Ti Ti, remake da novela homônima da década de 1980, ao interpretar a inescrupulosa Luísa Salgado, grande vilã do folhetim.
No ano seguinte integrou o elenco de O Astro, em um papel que mostra a também  veia cômica da atriz, como a divertida e sensual Beatriz. Em 2012 interpretou a sofisticada socialite Manoela no remake de Guerra dos Sexos, que aos poucos vai se revelando a dissimulada grande vilã da trama.
No cinema protagonizou o filme Inesquecível, dirigido por Paulo Sérgio de Almeida, contracenando com Murilo Benício e Caco Ciocler.
Em 2015, obteve novamente destaque, aceitando o convite para interpretar a milionária Pia no sucesso Verdades Secretas, uma socialite que enfrenta diversos problemas pessoais como uma conturbada relações com seu ex-marido e filha, como também a dependência química do filho, ao mesmo passo que vive um quente romance com seu pessoal trainer, 20 anos mais jovem. No ano seguinte interpreta mais uma vilã, como a clássica madrasta malvada Ilde na novela das 18h, Êta Mundo Bom! seu terceiro trabalho com Walcyr Carrasco.
Em 2020, após alguns anos afastada da televisão, retorna a televisão com um papel de destaque na novela das 19 horas Salve-se Quem Puder interpretando a grande vilã da novela, a inescrupulosa Dominique, uma advogada bem sucedida, que tem envolvimento com uma facção criminosa.

## Vida pessoal
É neta de Octávio Guinle, fundador do luxuoso hotel Copacabana Palace. Possui ascendência francesa, italiana, espanhola e portuguesa.
Foi casada com o ator e cantor Fábio Júnior de 1993 a 1998. Posteriormente casou-se com o ator José Wilker, de 1999 a 2006, e com o também ator Murilo Benício, de 2007 a 2011. Desde 2012 está casada com o advogado Leonardo Antonelli, irmão da atriz Giovanna Antonelli. No dia 6 de setembro de 2013, de parto cesariana, no Rio de Janeiro, a atriz deu à luz sua primeira filha, Minna Guinle Antonelli.

## Filmografia

### Televisão
| Ano  | Título                 | Personagem                   | Notas                                        |
| ---- | ---------------------- | ---------------------------- | -------------------------------------------- |
| 1996 | Antônio Alves, Taxista | Mônica                       |                                              |
| 1998 | Brida                  | Priscila / Eillen            |                                              |
| 1998 | A História de Ester    | Débora                       |                                              |
| 1999 | Tiro e Queda           | Adriana Cordeiro             |                                              |
| 2001 | O Direito de Nascer    | Maria Helena de Juncal       |                                              |
| 2003 | Mulheres Apaixonadas   | Rosa Garcia (Rosinha)        |                                              |
| 2004 | Meu Cunhado            | Simone Cantapedra            | Temporada 1                                  |
| 2005 | A Lua me Disse         | Sílvia Bogari Lago           |                                              |
| 2006 | JK                     | Maggie Sampaio               |                                              |
| 2006 | Minha Nada Mole Vida   | Lucida Mirela                | Episódio: "Mudar é Preciso!"                 |
| 2007 | Os Amadores            | Bia                          | Episódio: "21 de dezembro"                   |
| 2007 | Paraíso Tropical       | Alice Sampaio                |                                              |
| 2008 | Casos e Acasos         | Regina                       | Episódio: "A Blitz, o Presente e os Filhos"  |
| 2008 | Casos e Acasos         | Renata                       | Episódio: "A Ciumenta, o Ciumento e o Ciúme" |
| 2008 | Casos e Acasos         | Luiza                        | Episódio: "O Flagra, a Demissão e a Adoção"  |
| 2009 | Caras & Bocas          | Amarilys di Francesco        |                                              |
| 2010 | Ti Ti Ti               | Luísa Salgado                |                                              |
| 2011 | O Astro                | Beatriz Gusmão Schneider     |                                              |
| 2012 | As Brasileiras         | Helena                       | Episódio: "A Adormecida de Foz do Iguaçu"    |
| 2012 | Guerra dos Sexos       | Manoela Marino               |                                              |
| 2014 | Os Homens são de Marte | Maribel                      | Episódio: "O Primeiro Beijo"                 |
| 2015 | Verdades Secretas      | Pia Lovatelli                |                                              |
| 2016 | Êta Mundo Bom!         | Ilde Quintella               |                                              |
| 2020 | Salve-se Quem Puder    | Dominique Machado de Alencar |                                              |
| 2021 | Verdades Secretas II   | Pia Lovatelli                |                                              |

### Cinema
| Ano  | Título                               | Personagem     |
| ---- | ------------------------------------ | -------------- |
| 2007 | Inesquecível                         | Laura Monteiro |
| 2007 | Ego e as Estrelas Também             |                |
| 2008 | Sexo com Amor                        | Patricia       |
| 2009 | Predileção                           |                |
| 2010 | Além da Estrada                      | Manuela        |
| 2012 | As Aventuras de Agamenon, o Repórter | Eva Braun      |
| 2012 | O Inventor de Sonhos                 | Laura Leonor   |

## Prêmios e indicações
| Ano  | Associações             | Categoria                           | Nomeações | Resultado |
| ---- | ----------------------- | ----------------------------------- | --------- | --------- |
| 2006 | Troféu Top of Business  | Atriz Destaque em Televisão         | JK        | Venceu    |
| 2010 | Prêmio Contigo! de TV   | Melhor Atriz Coadjuvante            | Ti Ti Ti  | Indicada  |
| 2010 | Prêmio Qualidade Brasil | Televisão: Melhor Atriz Coadjuvante | Ti Ti Ti  | Indicada  |